# Dubrave (gmina Gradiška)
Dubrave (cyr. Дубраве) – wieś w Bośni i Hercegowinie, w Republice Serbskiej, w gminie Gradiška. W 2013 roku liczyła 1534 mieszkańców.